# ドイツ女子同盟
ドイツ女子同盟（ドイツじょしどうめい、独: Bund Deutscher Mädel、略称 BDM）は、1930年から1945年まで存在した、ナチス・ドイツがドイツに住む未成年の少女を統制するために設立した国家組織である。少年によって構成されたヒトラーユーゲントと対を成す。ドイツ少女同盟、ドイツ少女団、ドイツ女子団などとも訳される。

## 概要
ドイツ女子同盟は、もともとナチズムを信奉する少年の有志で構成されていたヒトラーユーゲントの下位組織として発足したものである。この頃は、ヒトラーユーゲントの隊長であったバルドゥール・フォン・シーラッハが監督者を兼任していた。1934年に女性党員のトゥルーデ・モールが隊長として名乗りを上げると、シーラッハは監督者の地位を降りて少年のみを管轄することになった。

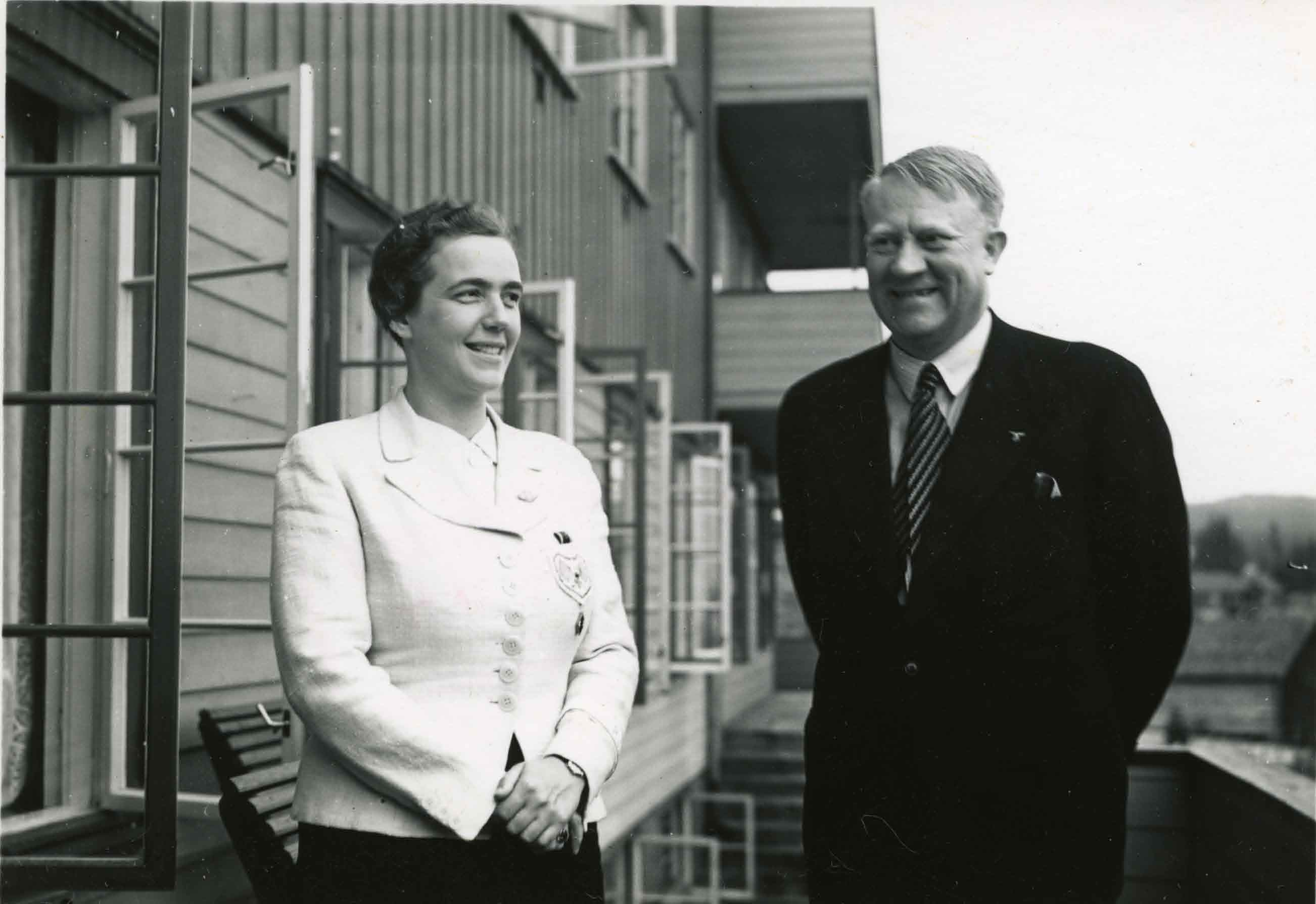
クヴィスリングと並ぶリュディガー

ドイツ女子同盟の変貌は、ヒトラー政権の成立から3年後の1936年である。同年、ヒトラーユーゲント法が成立して全ての未成年男子がヒトラーユーゲントに編入されると、これに伴ってドイツ女子同盟も強制参加の団体へと変化した。入団の資格は、ドイツ民族の血統に属し、かつドイツの国籍を有する、10歳から18歳までの女子である。外国人は徴集の対象から外され、遺伝性の病気や障害を持つ少女についても、優生思想の見地から入団が見送られた。一方で、未婚の女性であれば18歳を過ぎても幹部として在留することができた。1937年、モールは結婚のために隊長を辞任、代わってユッタ・リュディガーが、1945年の解散まで隊長を務めることになった。
ドイツ女子同盟の設立の理念は、ドイツの将来を担う良妻賢母の育成である。ヒトラーユーゲントとは異なり、団員に軍人としての教育は施さなかった。しかし、「健康な男子は健康な女子から生まれる」というスパルタの古諺に基づき、カリキュラムは家政学ではなくやはり体育の方に重点が置かれた。また、やがて従軍看護婦として活躍できるように、応急処置の知識なども教え込まれた。このほか、式典に備えて軍歌の練習も行われた。団員は週末や祝祭日、あるいは放課後に招集されて、共同で一連の訓練を行った。さらに、団体の精神を育むため、長期休暇の際には泊りがけの遠足なども催された。第二次世界大戦の勃発後には、農作業や軍病院の支援、防空警戒、旧ポーランド領のヴァルテラント地域におけるドイツ系住民の家事手伝い（ポーランド系住民は追放されていた）、戦況が悪化すると空襲の被災者や避難民の援助など、非戦闘分野での労働力として動員されるようになった。
BDMの目的は上記の通り、国家の将来を担う母親を養成することにあった。そのため、頭文字をもじって次のような下品な呼び名がされることもあった。
- bald deutsche Mütter - もうすぐドイツの母たち
- Bund Deutscher Matratzen - ドイツ売女同盟
- Bund Deutscher Milchkühe - ドイツ乳牛同盟
- Bubi drück mich - ねえもっとして
- Bettunterlagen deutscher Männer - ドイツ男性たちの敷き布団
- Baldurs dumme Möpse - バルドゥール・フォン・シーラッハの低能な金づる

## ギャラリー

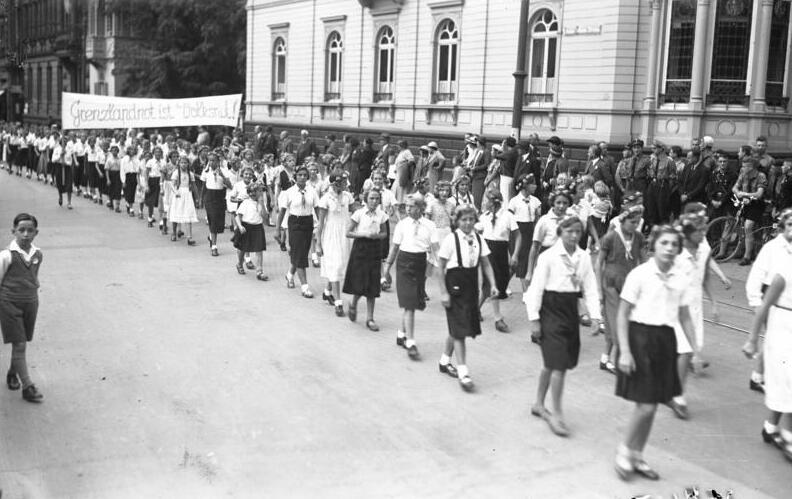
ドイツ女子同盟の行進。横断幕の文字は「国境地帯の苦痛は民族の苦痛」。(1933年)
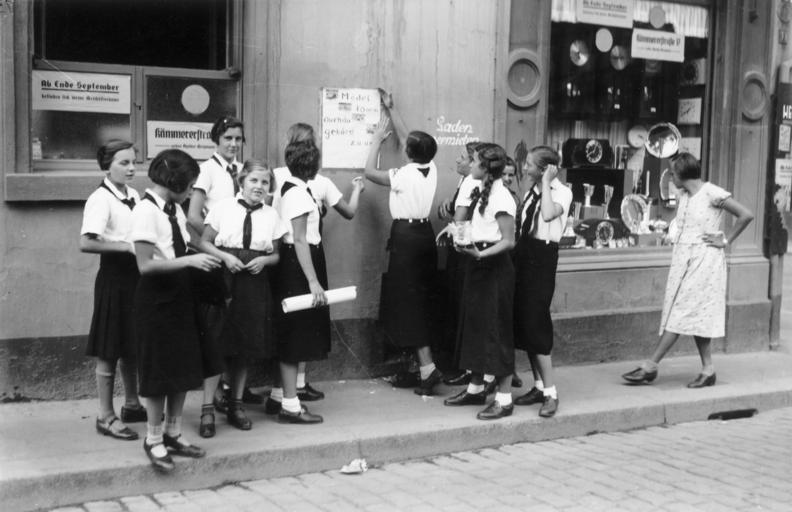
ドイツ女子同盟のポスターを貼る少女同盟（英語版）のメンバー。ポスターの文字は「さあ少女よ、あなたも我々の一部です」(1933年)
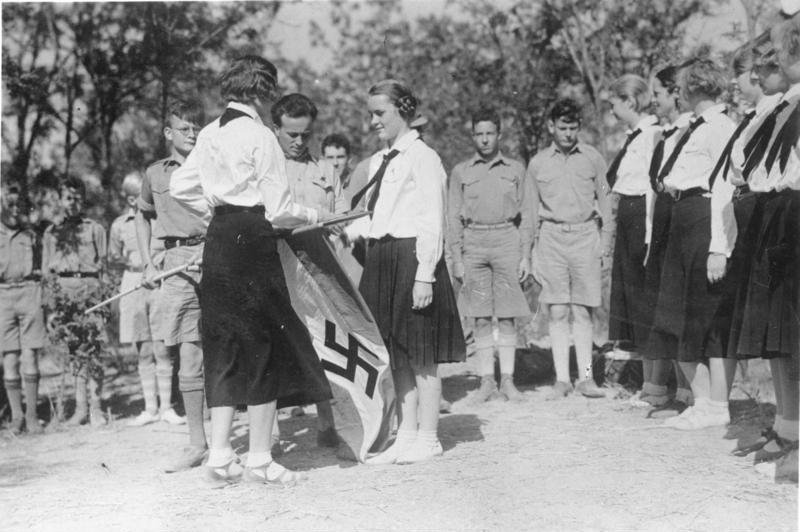
ドイツ女子同盟とヒトラーユーゲントのメンバー(1935年 中国天津)
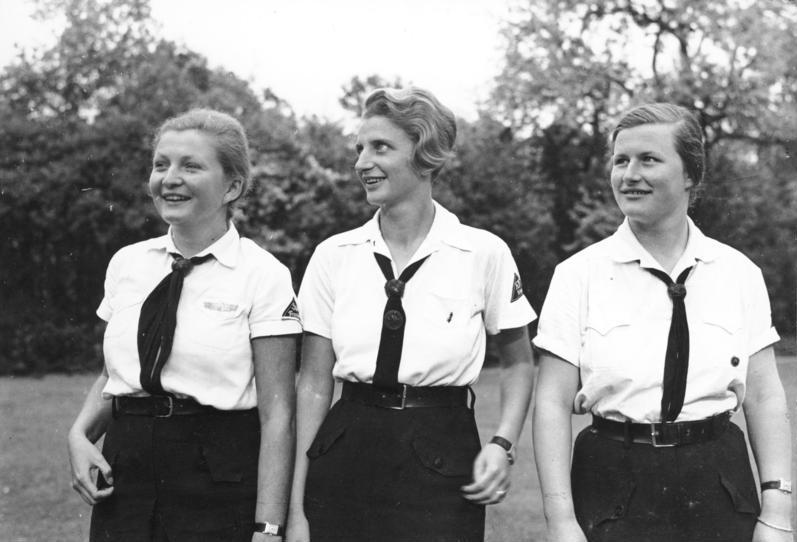
ポツダムの女性指導者のための学校でのドイツ女子同盟のメンバー(1935年5月)
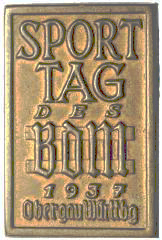
ドイツ女子同盟の1937年スポーツ大会記念鋼板
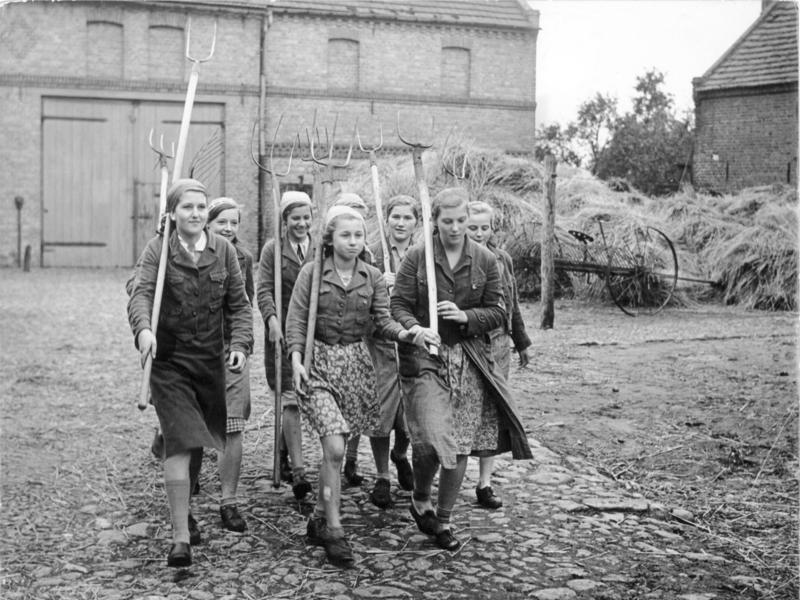
干し草整理をするドイツ女子同盟のメンバー (1939年 ベルリン)
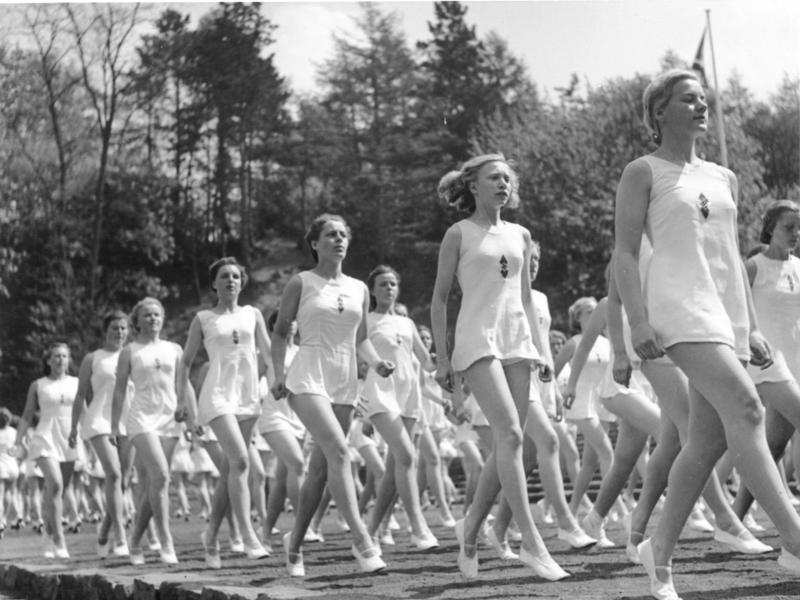
ドイツ女子同盟の体育大会 (1941年)
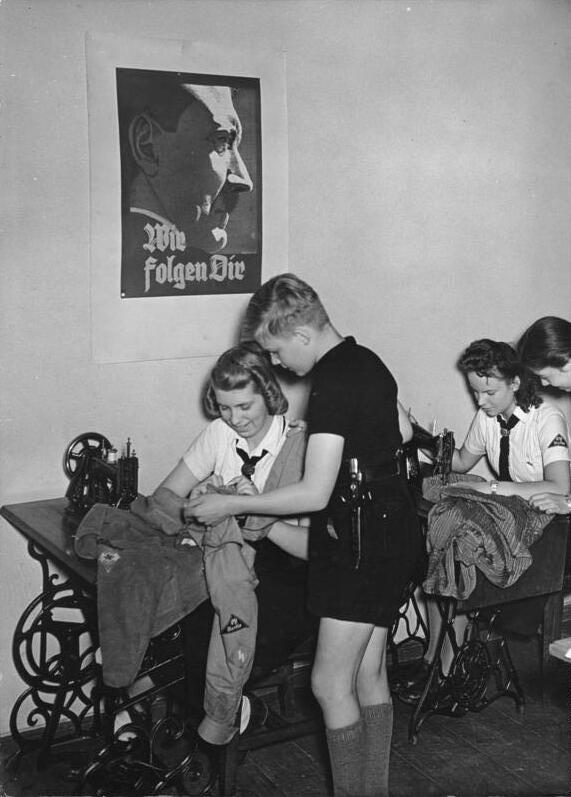
ドイツ女子同盟縫製室での少年の服の修理。壁のヒトラーのポスターの文字は「我々はあなたに従う」。(1942年7月 ベルリン)
ドイツ女子同盟のペナント(BDM Untergauwimpel)
ドイツ女子同盟のペナント(BDM Gruppenwimpel)

## 文献
- C・シュッデコプフ 『ナチズム下の女たち 第三帝国の日常』 未來社、1987年。
- 原田一美 『ナチ独裁下の子どもたち ヒトラー・ユーゲント体制』 講談社、1999年。